# جورج دبليو. هارت
جورج دبليو. هارت (بالإنجليزية: George W. Hart) هو رياضياتي أمريكي، ولد في 1955.

## معرض صور

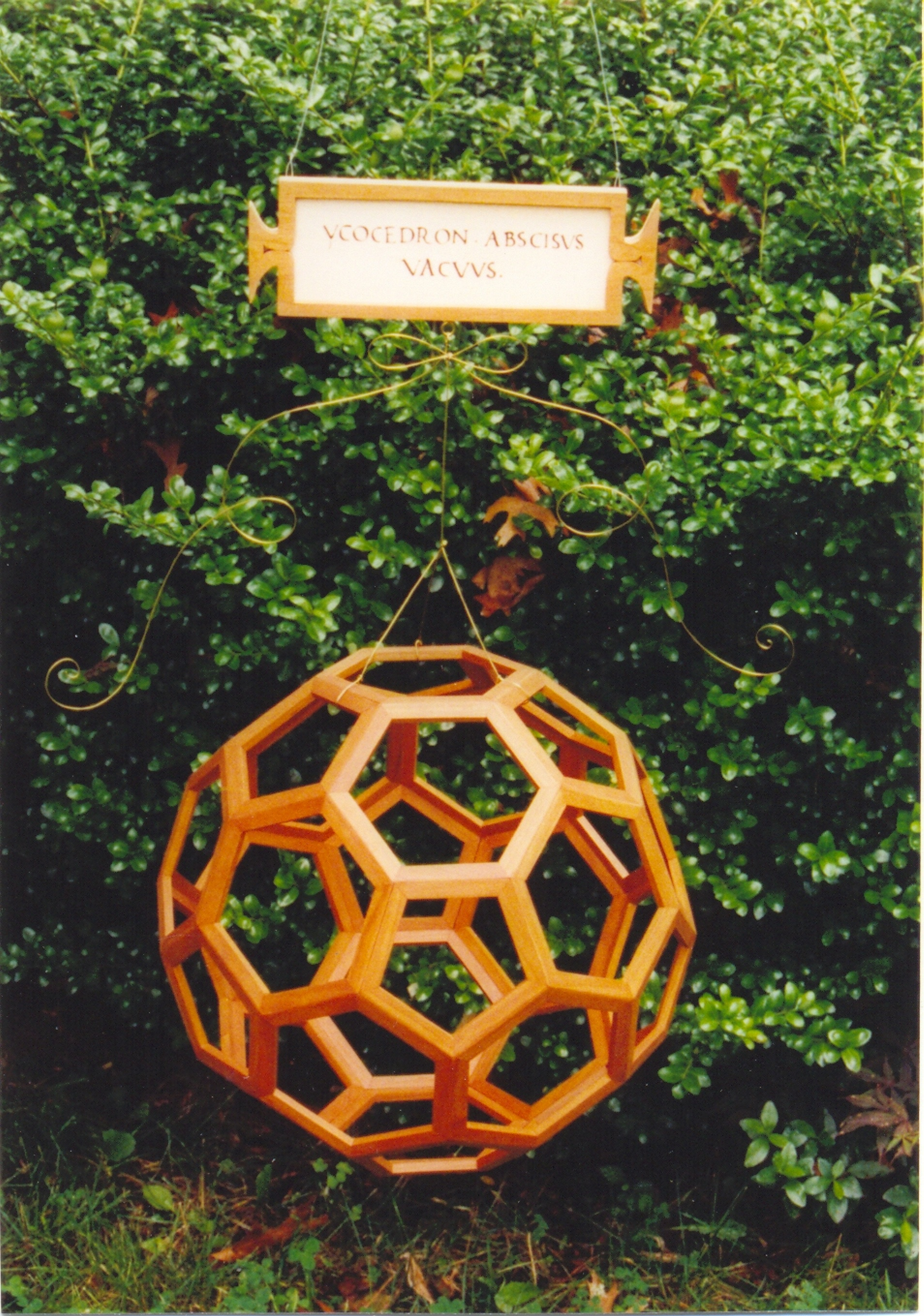
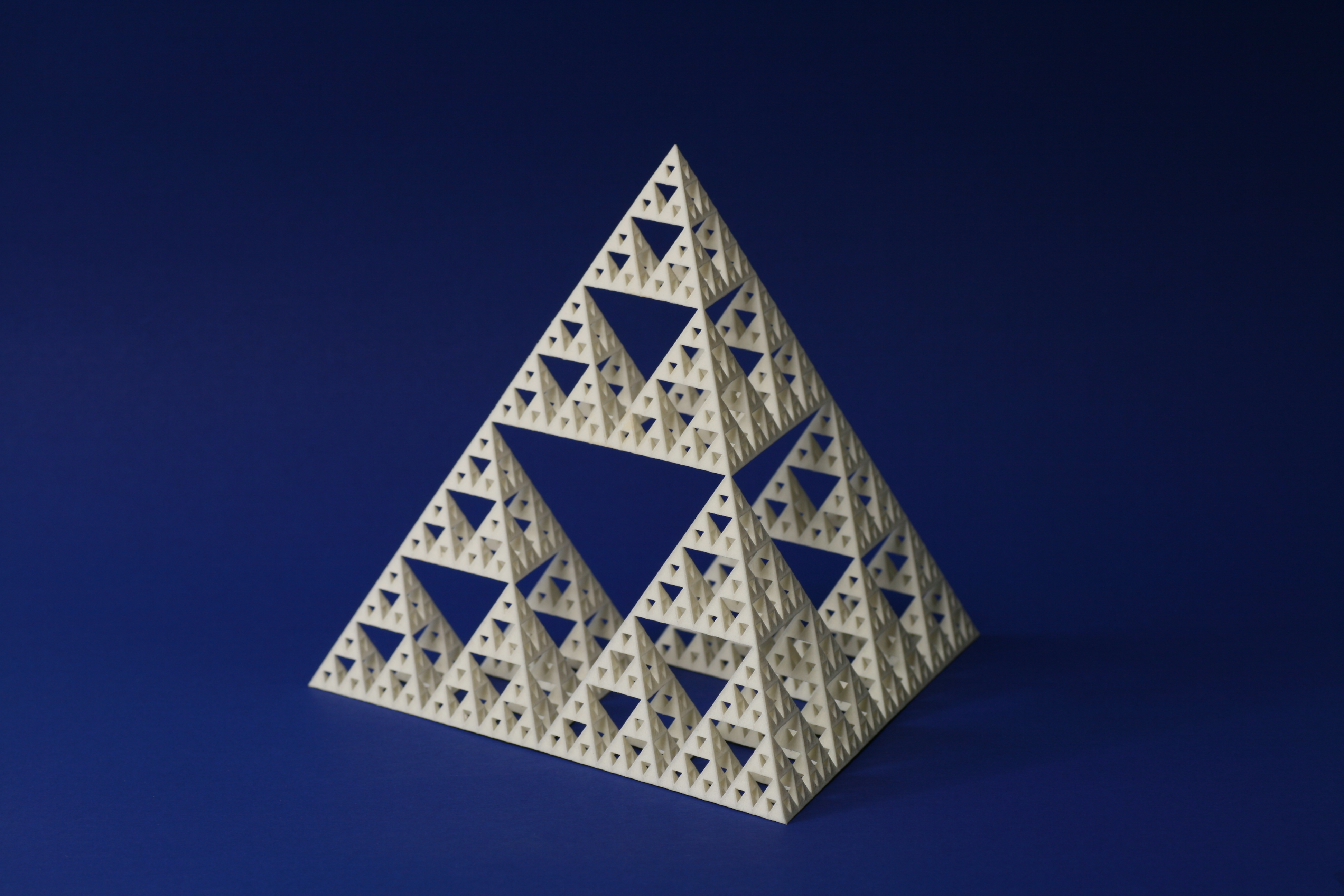
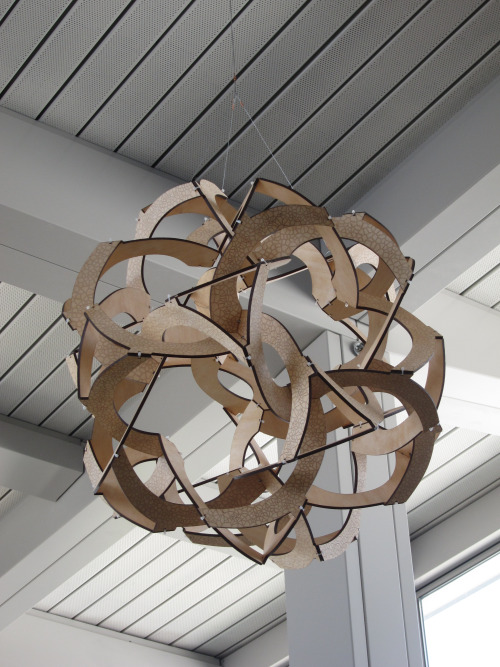

## وصلات خارجية
- الموقع الرسمي